# Anti-Germ
Die Anti-Germ International GmbH war ein international tätiges Chemieunternehmen mit Sitz in Memmingen. Die Gruppe war in der Herstellung von Reinigungs- und Desinfektionsmitteln für die Lebensmittel- und Getränkeindustrie sowie die Landwirtschaft tätig. Mit rund 420 Mitarbeitern und 13 Tochtergesellschaften bot Anti-Germ in Europa und Asien über 1200 Produkte, Technologien und Serviceleistungen. Im Juni 2018 wurde Anti-Germ mit den Unternehmen Hypred, Medentech, LCB Food Safety und G3  zu Kersia verschmolzen, nachdem Anti-Germ zuvor bereits an Hypred veräußert worden war.

## Geschichte
Im Jahr 1938 wurde die Gerhard Ruff GmbH gegründet. 1973 erfolgte die Gründung der Penngar S.A. in Frankreich, welche anschließend unter dem Namen Anti-Germ France S.A. tätig war. Die Medentech Limited wurde im Jahr 1983 in Wexford (Irland) gegründet. 1991 folgte die Neugründung der Anti-Germ Austria.
Am 16. Juli 2008 erfolgte die Umbenennung der Gesellschaft zur Anti-Germ Deutschland GmbH. Im Jahr 2009 expandierte die Gruppe nach Polen durch den Erwerb von Chimtec sowie nach Tschechien und in die Slowakei durch die Übernahme von Merak. Anschließend fand die Übernahme des Geschäftes von Argochem in Ungarn statt. Durch den Eintritt in den chinesischen Markt durch den Erwerb von Eclean und den Ausbau des deutschen Geschäftes durch den Zukauf von Hyproclean, Schindler und Ekuline erreichte Anti-Germ eine weitere wesentliche Unternehmensentwicklung. Ebenso wurde im Jahr 2009 der französische Landwirtschafts-Direktvertrieb Primalab erworben.
Infolge des Erwerbs der Anti-Germ Gruppe vom vorherigen Eigentümer Israel Chemicals Ltd. (ICL) durch das Management sowie die deutsche Beteiligungsgesellschaft Paragon Partners fand im Jahr 2015 ein erneutes Rebranding der Unternehmensgruppe statt, und es erfolgte der Zukauf der esteer Pharma GmbH. sowie die Gründung der Anti-Germ Ibérica SLU in Spanien. Im Jahr 2016 erfolgte die Gründung der Gesellschaft Anti-Germ Romania sowie die Eröffnung eines zweiten Vertriebsbüros in den USA.
Anfang April 2017 verkündet Anti-Germ eine Fusion mit dem französischen Mitbewerber Hypred. Durch den Zusammenschluss der beiden Unternehmen entstehe der weltweit drittgrößte Anbieter von Reinigungs- und Desinfektionsmittel für die lebensmittelverarbeitende Industrie und die Landwirtschaft, hieß es. Der Zusammenschluss der Unternehmen wurde durch den Verkauf  der von Paragon Partners gehaltenen Anteile an den französischen Finanzinvestor Adrian ermöglicht, der im Oktober 2016 bereits die Anteile an Hypred vom ehemaligen Eigentümer dem französischen Familienunternehmen Group Roullier erworben hatte.

## Geschäftsbereiche
Die Anti-Germ International GmbH produzierte Reinigungs- und Desinfektionsmittel für verschiedene Einsatzbereiche. Das Produkt-Portfolio umfasste dabei ca. 1200 Produkte. Bekanntestes Produkt war Aquatabs eine bei WHO, UN, USEPA und UNICEF anerkannte Tabletten zur Trinkwasserbehandlung.
Das Unternehmen war mit 13 Tochtergesellschaften und 8 Produktionsstandorten weltweit vertreten:
| Gesellschaft                            | Sitz                                                                                             | Produktionsstandort |
| --------------------------------------- | ------------------------------------------------------------------------------------------------ | ------------------- |
| Anti-Germ Deutschland GmbH              | Oberbrühlstraße 16-18, 87700 Memingen, Germany                                                   | ja                  |
| Anti-Germ Austria GmbH                  | Pfongauer Straße 17,5202 Neumarkt am Wallersee, Austria                                          | ja                  |
| Anti-Germ Ibérica SLU                   | Passeig de Gràcia 2,08007 Barcelona, Spain                                                       | nein                |
| Anti-Germ France S.A.S                  | Zone Industrielle Le Roineau, 72500 Vaas, France                                                 | ja                  |
| Anti-Germ Hungary Kft                   | Rákóczi u. 98, 4400 Nyíregyháza, Hungary                                                         | ja                  |
| Anti-Germ Hungary Kft - Office Budapest | Francia út 54.,1146 Budapest, Hungary                                                            | nein                |
| Anti-Germ Polska Sp. z o. o.            | ul. Slawska 23,66-130 Bojadla, Poland                                                            | ja                  |
| Anti-Germ Hijyen Ticaret ve Sanayi A.S. | Tugayyolu Cad. Ofisim Istanbul Plazalari No:20 B-Blok K:4 D:25, 34846, Maltepe, Istanbul, Turkey | ja                  |
| Anti-Germ China - Office Shanghai       | Room 2707, Kwah Center No. 1010, Middle Huaihai Road, Shanghai                                   | ja                  |
| Anti-Germ China - Office Guangzhou      | Room 202 B, No. 2 Gongye Road, Beilianweizai, Dashi Street, Panyu                                | ja                  |
| Anti-Germ CZ s.r.o.                     | Podnasepni 1d, 60200 Brno, Czech Republic                                                        | nein                |
| Medentech Limited                       | Clonard Road, Wexford, Ireland                                                                   | ja                  |
| Anti-Germ Slovakia s.r.o.               | Trnavska cesta 66, 82102 Bratislava, Slovakia                                                    | nein                |
| Anti-Germ USA - Medentech Limited       | 37 Agress Road, Perrineville New Jersey 08535                                                    | nein                |
| Anti-Germ USA - Medentech Limited       | 810 North Carolina Ave, Washington, DC 20003                                                     | nein                |